# Phật giáo Sri Lanka

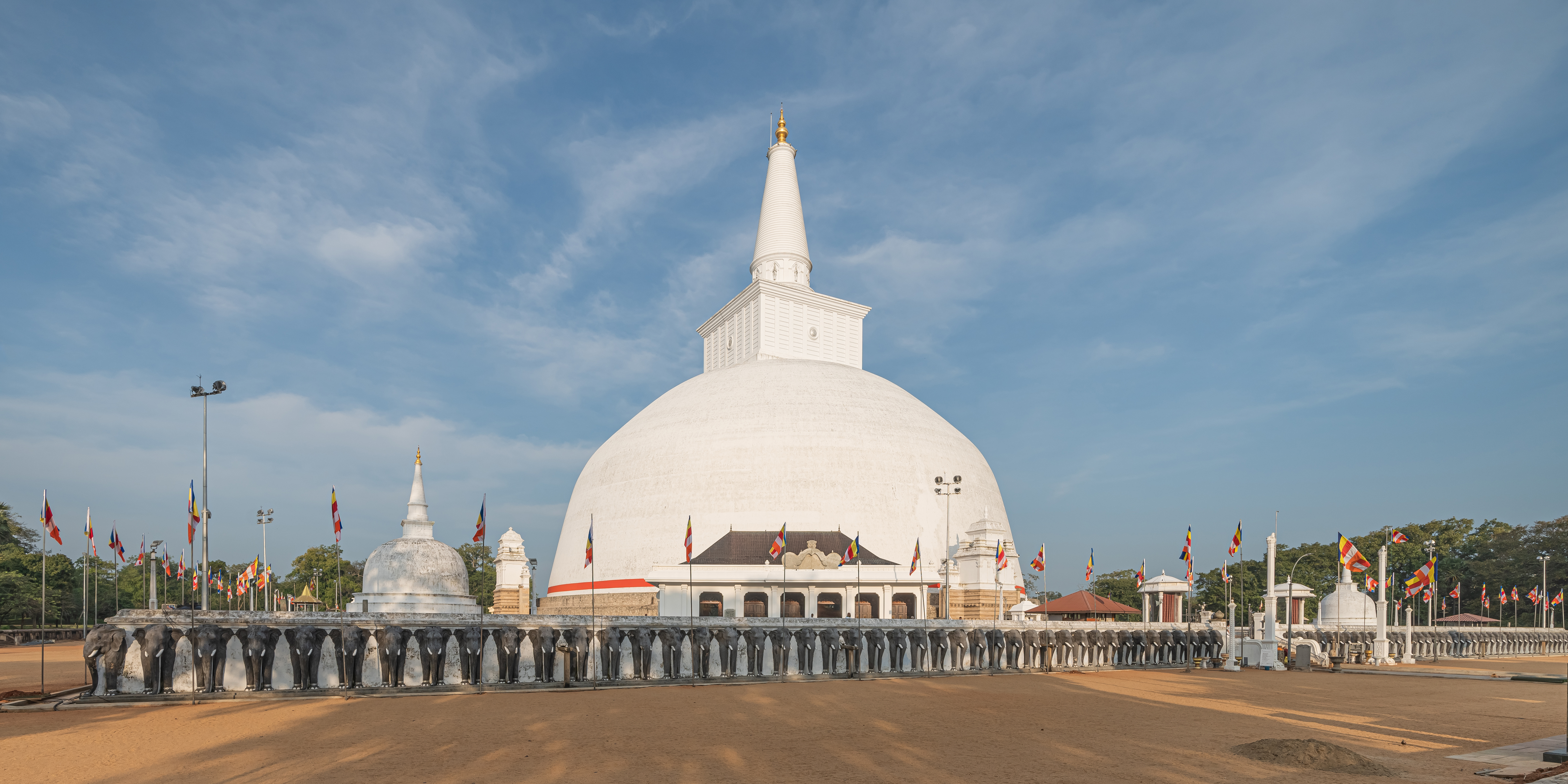
Theo Mahavamsa, Đại bảo tháp ở Anuradhapura, Sri Lanka (khoảng 140 BCE).

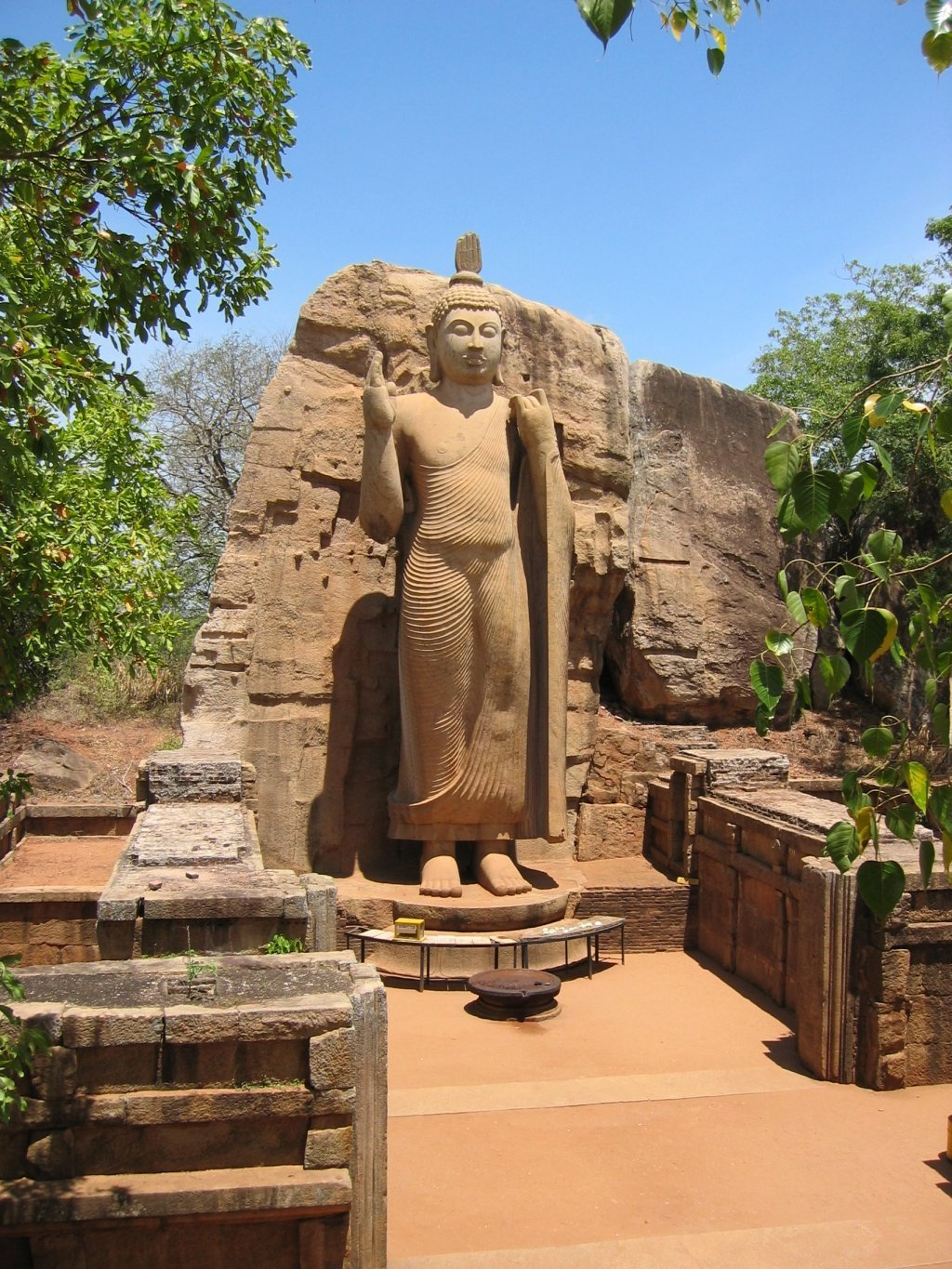
Tượng phật Avukana từ thế kỷ thứ 5.

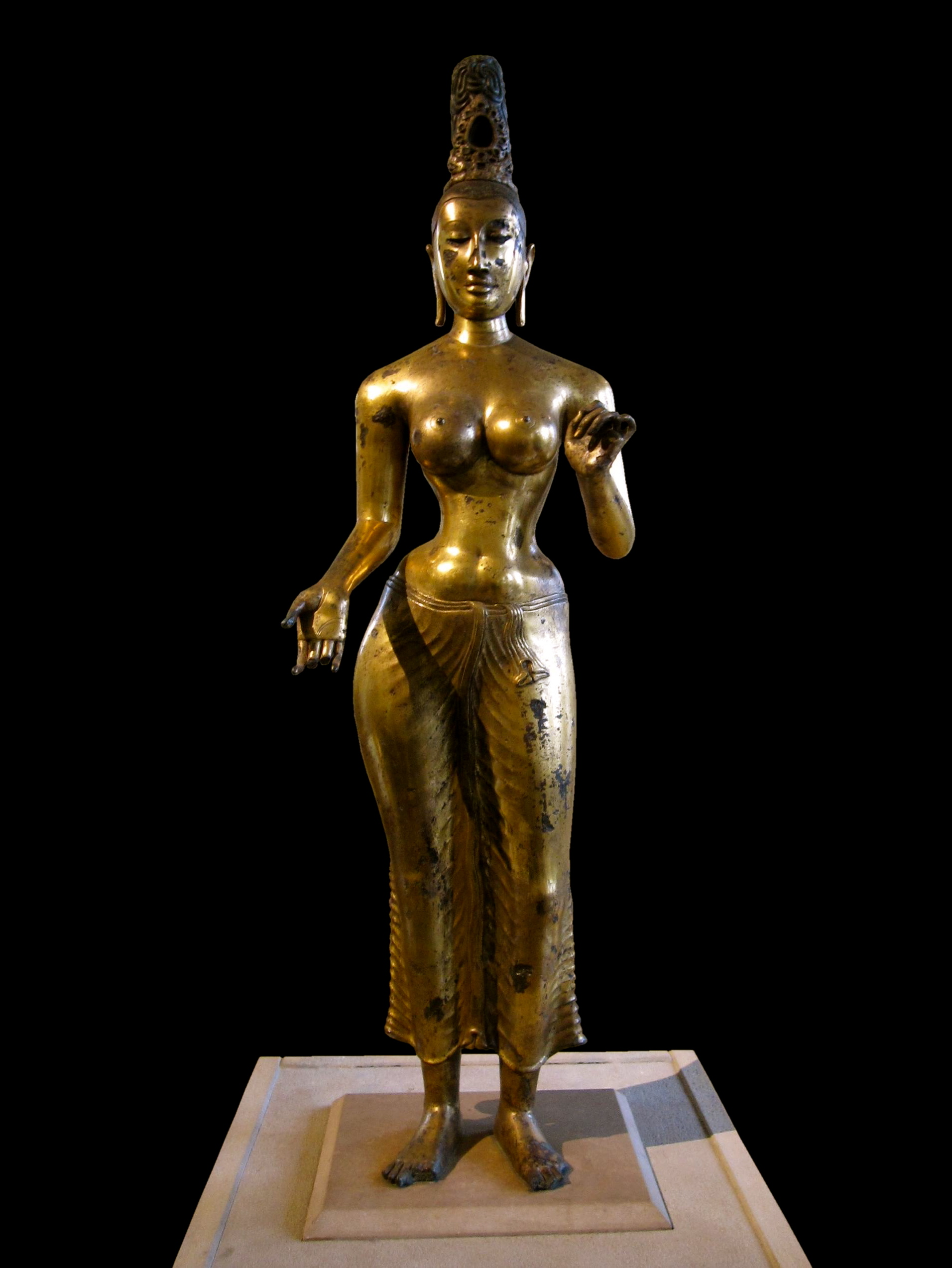
Bức tượng bằng đồng mạ vàng của Bồ tát Tara, từ thời Anuradhapura (thế kỷ thứ 8)

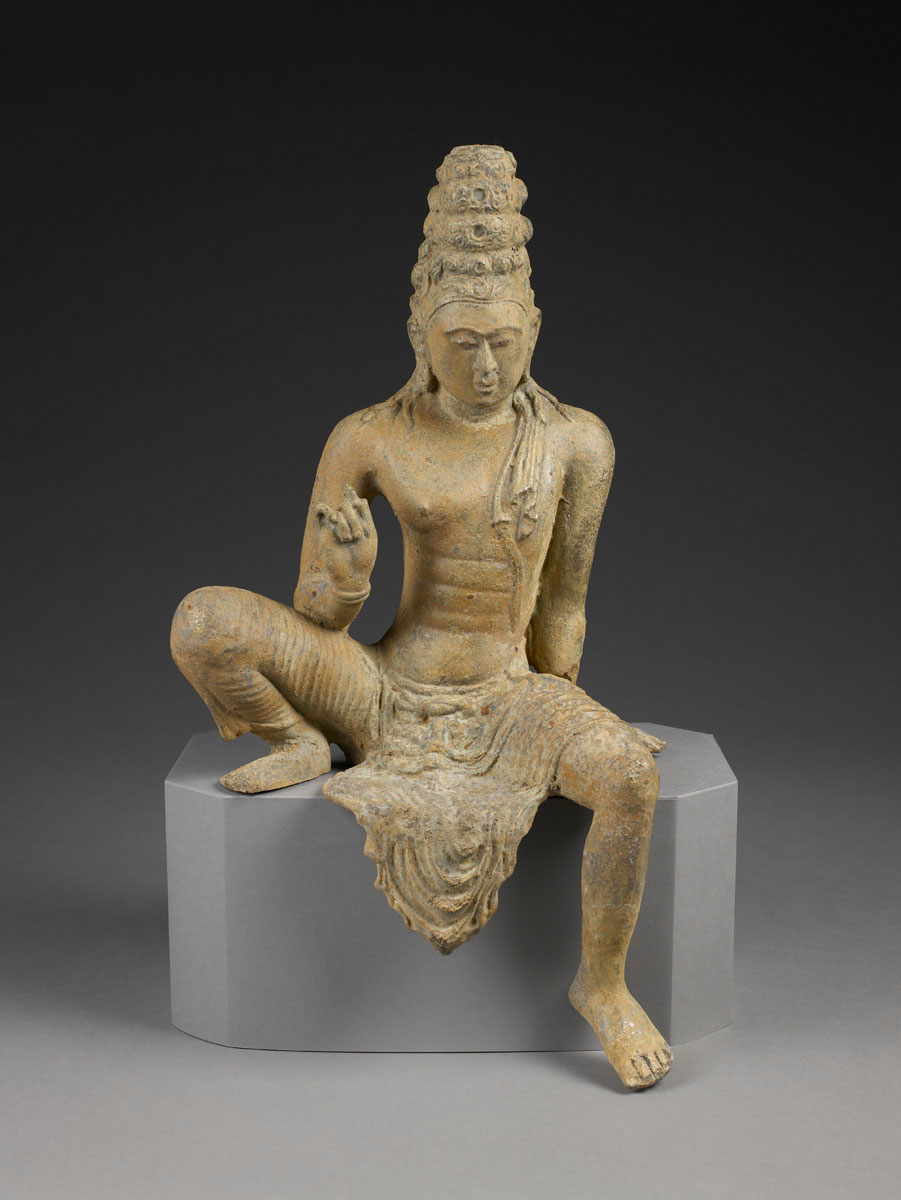
Tượng đồng Avalokiteśvara. Sri Lanka, khoảng năm 750.

Bức tượng Phật cao nhất thế giới 80 feet ở Pilimathalawa, Kandy

Phật giáo Thượng tọa bộ là tôn giáo lớn nhất và là tôn giáo cấp nhà nước của Sri Lanka, được 70,19% dân số Sri Lanka là tín đồ theo thống kê năm 2012. Các tin đồ Phật giáo có thể được tìm thấy trong dân số Sinhal cũng như dân số Tamil. Phật giáo đã được trao vị trí quan trọng hàng đầu theo Điều 9 của Hiến pháp, có thể bắt nguồn từ nỗ lực đưa tình trạng của Phật giáo trở lại tình trạng mà nó được hưởng trước khi bị thực dân phá hủy. Tuy nhiên, theo Điều 10 của hiến pháp Sri Lanka, quyền tôn giáo của tất cả các cộng đồng được bảo tồn. Sri Lanka là quốc gia tôn giáo lâu đời nhất theo truyền thống nơi văn hóa Phật giáo Aryan được bảo vệ và bảo tồn. Hòn đảo này là một trung tâm tu học Phật giáo lớn kể từ khi Phật giáo du nhập đến đây vào thế kỷ thứ ba trước Công nguyên, là nơi sản sinh ra các học giả nổi tiếng như Buddhaaghosa và là nơi bảo tồn kinh điển Pāli lâu đời nhất. Trong suốt phần lớn lịch sử của mình, các vị vua Sri Lanka đã đóng một vai trò quan trọng trong việc duy trì và hồi sinh các công đồng tăng sĩ Phật giáo trên đảo. Trong thế kỷ 19, một cuộc phục hưng Phật giáo hiện đại đã diễn ra trên hòn đảo thúc đẩy giáo dục và học tập Phật giáo. Có khoảng 6.000 tu viện Phật giáo trên Sri Lanka với khoảng 15.000 tu sĩ.

## Lịch sử

### Giới thiệu Phật giáo
Theo các biên niên sử truyền thống của Sri Lanka như Dipavamsa, Phật giáo được du nhập vào Sri Lanka vào thế kỷ thứ ba trước Công nguyên sau kỳ kết tập thứ ba bởi trưởng lão Arhanthà Mahinda, con trai của Hoàng đế Ashoka, dưới thời trị vì của Devanampiya Tissa của Anuradhapura. Sau khi A-la-hán Mahinda đến, ông đã mời em gái mình là ni trưởng Sangamitta mang một cây bồ đề (nơi Đức Phật thành đạo) đến Sri Lanka, hình thành tu viện Phật giáo đầu tiên tại đây. Ông cũng cho xây dựng một số tu viện và mời các đại sư Ấn Độ đến đây giảng pháp. Trong số này, Isurumuniya và Vessagiriya vẫn giữ vai trò là những trung tâm tu học quan trọng cho đến tận ngày nay. Ông cũng được ghi nhận là người xây dựng các tự viện Pathamakacetiya, Jambukola vihāra và Hatthālhaka vihāra. Kinh điển Pali, trước đây được lưu giữ dưới dạng truyền khẩu, lần đầu tiên được chuyển thành văn bản ở Sri Lanka vào khoảng năm 30 trước Công nguyên. Cùng với Mahinda là người em ruột Sanghamitra. Bà đã đóng góp vai trò quan trọng trong việc thành lập ni đoàn tại đây.
Mahavamsa §29  ghi rằng trong thời gian cai trị của Greco-Bactrian Vua Menander I, một Yona đầu nhà sư tên là Mahadharmaraksita dẫn 30.000 tu sĩ Phật giáo từ "thành phố Hy Lạp Alasandra" (Alexandria ở vùng Caucasus, khoảng 150 kilômét (93 mi) ở phía bắc Kabul hiện đại, Afghanistan) đến Sri Lanka vì sự cống hiến của Ruwanwelisaya ở Anuradhapura, cho thấy Phật giáo Greco đã đóng góp vào Phật giáo Sri Lanka sơ khai. Xem thêm Milinda Panha.

### Trung tâm văn học Pali
Nhờ công việc của Buddhaghosa và các nhà biên dịch khác như Dhammapala, Sri Lanka đã phát triển một truyền thống mạnh mẽ về truyền tải văn bản bằng văn bản của Kinh tạng Pali. Việc biên soạn Atthakatha (Chú giải/Commentary) cùng với các Nikāya và các Pitaka khác đã được cam kết viết lần đầu tiên tại Đền đá Aluvihare trong thế kỷ thứ nhất trước Công nguyên.  Văn học Phật giáo ở Sinhalese cũng phát triển mạnh và đến năm 410, các nhà sư Sri Lanka đã đi khắp Ấn Độ và châu Á để giới thiệu các tác phẩm của họ.

### Theravāda phân khu
Trong phần lớn lịch sử ban đầu của Phật giáo ở Sri Lanka, ba phân bộ của Theravāda đã tồn tại ở Sri Lanka, bao gồm các nhà sư của ba mahaviha: Anuradhapura Maha Viharaya, Abhayagiri vihāra và Jetavanaramaya.  Anuradhapura Maha Viharaya là truyền thống đầu tiên được thành lập trong khi Abhayagiri vihāra và Jetavanaramaya được thành lập bởi các nhà sư đã ly khai khỏi truyền thống Maha Viharaya.  Theo AK Warder, các Mahīśāsaka của Ấn Độ đã thành lập chính nó ở Sri Lanka cùng với các Theravadas mà sau này họ đã được tiếp thu. Các khu vực phía bắc của Sri Lanka dường như cũng đã được nhượng cho các giáo phái từ Ấn Độ vào một số thời điểm nhất định.
Vào thế kỷ thứ 7, Huyền Trang đã viết về hai bộ phận chính của Phật giáo Nguyên thủy ở Sri Lanka, gọi truyền thống Abhayagiri là "Đại thừa Sthaviras" và truyền thống Mahāvihāra là " Hinayana Sthaviras."  Abhayagiri dường như là một trung tâm cho các giáo lý Đại thừa và Kim cương thừa;  Huyền Trang viết, "Các Mahāvihāravāsins bác bỏ Mahāyāna và thực hành Hīnayāna, trong khi các Abhayagirivihāravāsins nghiên cứu cả giáo lý Hīnayāna và Mahāyāna và truyền bá Tam tạng.
Vào thế kỷ thứ 8, cả Phật giáo Đại thừa và Kim cương thừa đều đang được thực hành ở Sri Lanka và hai nhà sư Ấn Độ chịu trách nhiệm truyền bá Phật giáo Kim Cương thừa ở Trung Quốc, Vajrabodhi và Amoghavajra, đã đến thăm hòn đảo trong thời gian này.

Trong các chú giải tiếng Pali, các thuật ngữ được sử dụng cho các Đại thừa của Abhayagiri là Vaitulya, Vaipulya và Vaidalya. Theo HR Perera, các bài bình luận của Theravada coi chúng là dị giáo và các học thuyết của chúng bao gồm:
Họ có quan điểm rằng Đức Phật, đã được sinh ra trên thiên đàng Tusita, sống ở đó và không bao giờ xuống trái đất và nó chỉ là một hình dạng được tạo ra xuất hiện giữa loài người. Hình thức này đã tạo ra và Ānanda, người đã học được từ nó, đã thuyết giảng giáo lý. Họ cũng cho rằng không có bất cứ thứ gì được trao cho Tăng đoàn đều mang lại kết quả, đối với Tăng đoàn, theo nghĩa cuối cùng của thuật ngữ này chỉ có nghĩa là con đường và kết quả, không chấp nhận bất cứ điều gì. Theo họ, bất kỳ cặp đôi nào của con người đều có thể giao hợp bằng sự đồng ý của cả hai.

### Lời kể của những người hành hương Trung Quốc
Vào thế kỷ thứ 5, Faxian đến thăm Sri Lanka và sống ở đó hai năm với các nhà sư. Faxian có được một bản sao bằng tiếng Phạn của Luật tạng của Đại tạng kinh tại Abhayagiri vihāra c. 406. Sau đó, Luật tạng Mahīśāsaka được Buddhajiva và Zhu Daosheng dịch sang tiếng Hoa vào năm 434.  Bản dịch Luật tạng Mahīśāsaka này vẫn còn tồn tại trong kinh điển Phật giáo Trung Quốc với tên gọi Taishō Tripiṭaka 1421.

Nhà hành hương ở thế kỷ thứ 7, Huyền Trang lần đầu tiên học vài năm tại Nalanda và sau đó dự định đến Sri Lanka để tìm kiếm sự chỉ dạy thêm. Tuy nhiên, sau khi gặp các nhà sư Sri Lanka ở thủ đô Chola, những người đang tị nạn, ông quyết định không đến thăm:
Vào thời điểm Hiuen Tsang đến thăm thủ đô đã được viếng thăm bởi 300 Bhikshus của Ceylon, những người đã rời hòn đảo do hậu quả của nạn đói và cuộc cách mạng ở đó. Khi người hành hương nói với họ về chuyến thăm dự định của anh ta đến Ceylon để được hướng dẫn, họ nói với anh ta rằng không có Anh em nào ở đó vượt trội hơn họ. Sau đó, người hành hương thảo luận về một số văn bản Yoga với họ và nhận thấy rằng những lời giải thích của họ không thể vượt trội hơn những lời giải thích của Śīlabhadra tại Nālandā.

### Suy giảm và hồi sinh
Từ thế kỷ thứ 5 đến thế kỷ thứ 11, đảo Sri Lanka liên tục xảy ra chiến tranh giữa các vị vua địa phương, những kẻ giả danh và những kẻ xâm lược nước ngoài như các triều đại Chola và Pandyan của Nam Ấn Độ. Cuộc chiến này chứng kiến sự sa thải của các viharas và khiến tình hình Phật giáo trở nên khó khăn.  Năm 1070, Vijayabahu I của triều đại Polonnaruwa chinh phục hòn đảo và bắt đầu sửa chữa các tu viện. Tình trạng của Phật giáo Sri Lanka lúc này tồi tệ đến mức ông không thể tìm thấy năm vị tỳ khưu nào trên toàn đảo để truyền giới thêm cho các nhà sư và khôi phục lại truyền thống tu viện; do đó, ông đã cử một đại sứ quán đến Miến Điện, nơi gửi lại một số trưởng lão lỗi lạc với các bản kinh Phật giáo. Nhà vua giám sát việc truyền giới của hàng ngàn nhà sư. Công cuộc cải cách hoàng gia của Phật giáo Sri Lanka tiếp tục dưới thời Parakramabahu I (khoảng năm 1153), người đã trùng tu nhiều bảo tháp và tu viện. Trong thời kỳ này, văn học Phật giáo Sri Lanka một lần nữa phát triển mạnh và ba tác giả vĩ đại Mahākassapa Thera của Dimbulagala Raja Maha Vihara, Moggallana Thera và Sāriputta Thera đã biên soạn các bài bình luận và tiểu luận bằng tiếng Pali. Parakramabahu II của Dambadeniya (từ năm 1236) là một vị vua uyên bác và đã viết một số văn bản Phật giáo Sinhalese.

### Bãi bỏ các truyền thống Nguyên thủy khác
Trước thế kỷ 12, nhiều nhà cai trị Sri Lanka đã ủng hộ và bảo trợ cho Abhayagiris và những du khách như Faxian coi Abhayagiris là truyền thống Phật giáo chính ở Sri Lanka.  Xu hướng Abhayagiri trở thành giáo phái thống trị đã thay đổi vào thế kỷ 12, khi Maha Viharaya có được sự ủng hộ chính trị của Parakramabahu I (1153–1186), người đã bãi bỏ hoàn toàn các truyền thống Abhayagiri và Jetavanaya.  Các nhà sư của hai truyền thống này sau đó đã bị giải vây và được lựa chọn trở lại cư sĩ vĩnh viễn hoặc cố gắng tái phối hợp theo truyền thống Maha Viharaya với tư cách là sāmaṇeras.  Parakkamabāhu cũng chỉ định một saṅgharāja"Vua của Tăng đoàn", một nhà sư sẽ chủ trì Tăng đoàn và các lễ tấn phong của Tăng đoàn ở Sri Lanka với sự hỗ trợ của hai đại biểu.

### Di sản Đại thừa
Sự tôn kính của Avalokiteśvara đã tiếp tục cho đến ngày nay ở Sri Lanka, nơi Ngài được gọi là Nātha.  Trong thời gian gần đây, một số Theravādins được giáo dục ở phương Tây đã cố gắng xác định Nātha với Di Lặc. Tuy nhiên, các truyền thống và nghệ thuật biểu tượng cơ bản, bao gồm hình ảnh của Amitābha trên vương miện của ngài, xác định Nātha là Avalokiteśvara.
Rõ ràng là chỉ từ các bằng chứng điêu khắc rằng Đại thừa khá phổ biến trên khắp Sri Lanka, mặc dù tài liệu hiện đại về lịch sử Phật giáo trên đảo cho thấy một dòng truyền thừa thuần túy và không bị gián đoạn của Theravāda. (Người ta chỉ có thể giả định rằng những xu hướng tương tự đã được truyền đến các vùng khác của Đông Nam Á với các dòng truyền thừa của Sri Lanka.) Có thể thấy di tích của một sự sùng bái rộng rãi của Avalokiteśvara trong hình tượng Nātha ngày nay.
Các báo cáo ban đầu của người châu Âu từ thế kỷ 18 mô tả các nhà sư Phật giáo Sri Lanka tham gia vào việc trì tụng các câu thần chú và sử dụng các chuỗi hạt cầu nguyện Phật giáo để đếm như được thực hành trong Phật giáo Đại thừa.

### Dòng dõi nối dõi
Sri Lanka có lịch sử Phật giáo liên tục dài nhất so với bất kỳ quốc gia Phật giáo nào, với Tăng đoàn đã tồn tại trong một dòng truyền thừa gần như không bị gián đoạn kể từ khi du nhập vào thế kỷ thứ 3 trước Công nguyên. Trong thời kỳ suy tàn, dòng tu sĩ Sri Lanka đã được hồi sinh nhờ tiếp xúc với Miến Điện và Thái Lan.

### Chủ nghĩa thực dân và Cơ đốc giáo

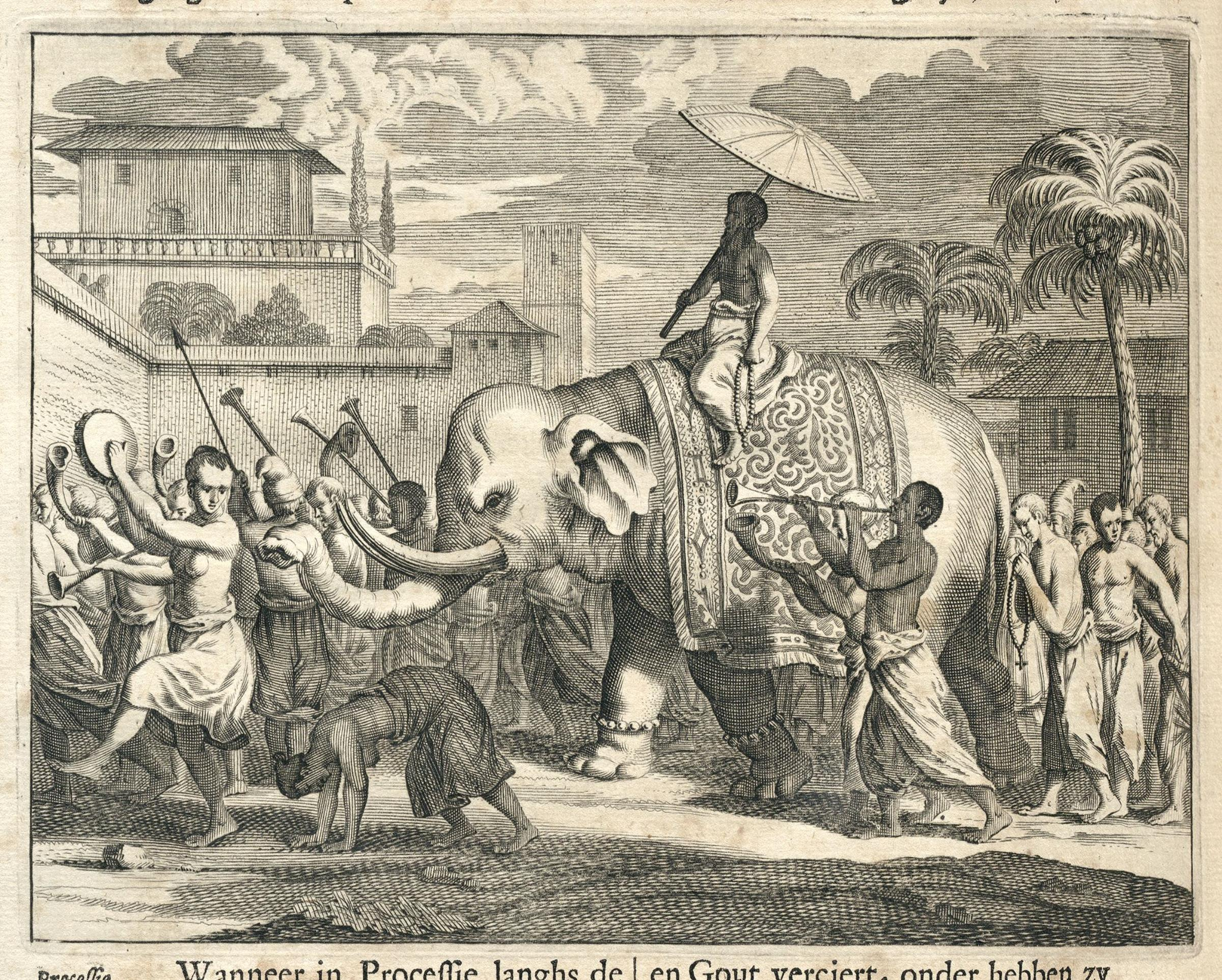
Hình ảnh của người Hà Lan vẽ một lễ hội Phật giáo năm 1672

Từ thế kỷ 16 trở đi, các nhà truyền giáo và các thuộc địa Bồ Đào Nha, Hà Lan và Anh ở Sri Lanka đã cố gắng chuyển đổi người dân địa phương sang Cơ đốc giáo. Các cuộc chiến tranh với người Bồ Đào Nha và đồng minh của họ đã làm suy yếu Tăng đoàn. Vào năm 1592, Vimaladharmasuriya I của Kandy đã tìm kiếm sự trợ giúp từ Miến Điện để truyền giới cho các nhà sư Phật giáo trên đảo vì hầu như không còn một nhà sư nào được phong chức chính thống. Từ năm 1612 đến năm 1658, người Hà Lan và người Bồ Đào Nha đã tranh giành hòn đảo với người Sinhalese bị bắt ở giữa, người Hà Lan đã giành chiến thắng và chiếm đóng các phần hàng hải của hòn đảo đã bị người Bồ Đào Nha chiếm đóng cho đến năm 1796 khi họ đầu hàng lãnh thổ của mình cho người Anh.. Người Hà Lan ít sốt sắng hơn người Bồ Đào Nha trong việc sùng đạo tôn giáo của họ mặc dù họ vẫn phân biệt đối xử với những người theo đạo Phật không được phép đăng ký với chính quyền địa phương, do đó nhiều người Sinhalese đã giả vờ theo đạo Tin lành.  Trong thời kỳ này, nhiều nhà cai trị nội địa Sinhalese nghiêng về tôn giáo như Vira Narendra Sinha của Kandy (1706–1739) và Sri Vijaya Rajasinha của Kandy (1739–1747) tiếp tục bảo trợ Phật giáo, khôi phục lại các chùa và tu viện.
Vào giữa thế kỷ 18, việc thọ giới cao hơn của các nhà sư Phật giáo được gọi là upasampada, đã không còn tồn tại vào thời điểm đó, đã được hồi sinh với sự giúp đỡ của các nhà sư Phật giáo Thái Lan theo các sáng kiến được thực hiện bởi Weliwita Sri Saranankara Thero dưới thời trị vì của vua Kirthi Sri Rajasinghe.
Năm 1813, Hội Truyền giáo Ceylon Hoa Kỳ (Tin lành) được thành lập tại Jaffna. Năm 1815, một đội quân Anh chiếm được Kandy và phế truất vua Sinhalese, chấm dứt dòng dõi vua chúa Phật giáo kéo dài 2301 năm, họ giữ lại Sri Lanka cho đến năm 1948. Giống như người Hà Lan, người Anh từ chối đăng ký những đứa trẻ chưa được rửa tội và chấp nhận những cuộc hôn nhân không theo đạo Thiên chúa. Họ cũng luôn ưu tiên những người theo đạo Thiên chúa trong việc điều hành chính phủ. Người Anh cũng hỗ trợ nhiều nhóm truyền giáo Cơ đốc khác nhau thành lập trường học trên đảo. Giáo dục trong các trường này (vốn miệt thị Phật giáo) là một yêu cầu đối với văn phòng chính phủ. Các nhà truyền giáo cũng viết những đoạn ở Sinhalese tấn công Phật giáo và quảng bá Cơ đốc giáo

### Phục hưng Phật giáo
Henry Olcott và các Phật tử (Colombo, 1883).
Vào thế kỷ 19, một phong trào Phật giáo quốc gia bắt đầu như một phản ứng đối với việc theo đạo Cơ đốc, và được tiếp sức bởi kết quả của cuộc tranh luận Panadura giữa các linh mục Cơ đốc giáo và các tu sĩ Phật giáo như Migettuwatte Gunananda Thera và Hikkaduwe Sri Sumangala Thera, được nhiều người coi là một chiến thắng. cho các Phật tử.  Năm 1880 Henry Steel Olcott đến Sri Lanka cùng với Bà Blavatsky của Hiệp hội Thần học; ông đã được truyền cảm hứng khi ông đọc về cuộc tranh luận Panadura và sau khi biết về Phật giáo đã chuyển đổi sang tôn giáo. Olcott và các nhà lãnh đạo Phật giáo Sinhalese thành lập Hội Thông Thiên Học Phật giáo vào năm 1880, với mục tiêu thành lập các trường Phật học (lúc đó chỉ có ba trường, đến năm 1940, đã có 429 trường Phật học trên đảo).  Hội cũng đã có những ấn phẩm riêng để quảng bá Phật giáo; tờ báo Sinhalese, Sarasavisandarasa, và tờ báo tiếng Anh của nó, The Buddhist. Kết quả của những nỗ lực của họ, Vesak đã trở thành một ngày lễ chung, những người đăng ký kết hôn theo đạo Phật được cho phép, và sự quan tâm đến Phật giáo ngày càng tăng. Một nhân vật quan trọng khác trong cuộc phục hưng là Anagarika Dharmapala, ban đầu là thông dịch viên cho Olcott, người đã đi khắp đảo để giảng và viết. Sau khi đi du lịch đến Ấn Độ, ông đã thành lập Hội Maha Bodhi vào năm 1891 với mục tiêu là phục hưng Phật giáo ở Ấn Độ, và khôi phục các đền thờ Phật giáo cổ ở Bodh Gaya, Sarnath và Kushinara.  Những nỗ lực của ông đã cho thấy sự phục hồi của những địa điểm này và một số người Ấn Độ mới quan tâm đến Phật giáo. Các hiệp hội của công cuộc chấn hưng Phật giáo cũng đóng góp nhiều vào việc xuất bản các văn bản Phật giáo, và quảng bá học thuật Phật giáo. Các học giả Phật giáo phục hưng bao gồm Ngài DB Jayatilaka, FR Senanayake, Walisinghe Harischandravà WA de Silva.  Một số đền thờ Phật giáo cũng được xây dựng lại. Các nhà lãnh đạo Phật giáo cũng tích cực trong phong trào đòi độc lập của Sri Lanka. Kể từ khi độc lập, Phật giáo tiếp tục phát triển mạnh trên đảo. Chùa Răng Phật đã được cải tạo trong sự hồi sinh của Phật giáo.
Sự phục hưng Phật giáo cũng dẫn đến việc các Phật tử Sinhala mang theo ngọn đuốc của Phật giáo và đốt cháy nó trên các bờ biển nước ngoài. Anagarika Dharmapala và Asoka Weeraratna là hai nhà tiên phong hàng đầu như vậy trong số nhiều người khác. Họ đã đi tiên phong trong việc thành lập các Vihara Phật giáo ở Châu Âu. Anagarika Dharmapala thành lập Tịnh xá Phật giáo Luân Đôn vào năm 1926 trong khi Asoka Weeraratna mở ra một chương mới cho sự truyền bá Phật giáo ở Đức và Châu Âu bằng cách thành lập Tịnh xá Phật giáo Berlin tại Das Buddhistische Haus của Tiến sĩ Paul Dahlke vào năm 1957 với các nhà sư từ Sri Lanka đóng quân trên là chỗ dựa lâu dài để truyền bá Giáo pháp. Đây là tịnh xá Phật giáo Nguyên thủy đầu tiên ở Đức và lục địa Châu Âu.
Kể từ khi Phật giáo phục hưng, Sri Lanka cũng là một trung tâm quan trọng của học thuật Phật giáo phương Tây. Một trong những tỳ khưu phương Tây đầu tiên, Nyanatiloka Mahathera học ở Sri Lanka, đã thành lập Island Hermitage ở đó và truyền giới cho một số nhà sư phương Tây. Các nhà sư phương Tây đã tu học tại đảo ẩn cư như Nanamoli Tỳ khưu và Ven. Nyanaponika (người thành lập Hội Xuất bản Phật giáo cùng với Tỳ kheo Bodhi) chịu trách nhiệm cho nhiều bản dịch quan trọng của Kinh tạng Pali và các văn bản khác về Phật giáo bằng tiếng Anh và tiếng Đức.

### Thọ giới tỳ kheo ni
Một vài năm sau khi Mahinda đến, Tỳ khưu Tăng Ni, người được cho là con gái của Hoàng đế Ashoka đã đến Sri Lanka. Bà bắt đầu dòng tu nữ đầu tiên ở Sri Lanka, nhưng dòng ni này đã hết tác dụng ở Sri Lanka vào thế kỷ 11.
Nhiều phụ nữ đã xuất gia ở Sri Lanka kể từ năm 1996. [ cần dẫn nguồn đầy đủ ] Năm 1996, nhờ nỗ lực của Sakyadhita, một Hiệp hội Phụ nữ Phật giáo Quốc tế, hệ thống tỳ kheo ni Theravada đã được hồi sinh, khi 11 phụ nữ Sri Lanka được thọ giới đầy đủ ở Sarnath, Ấn Độ, trong một thủ tục do Ven. Dodangoda Revata Mahāthera và cố Hòa thượng. Mapalagama Vipulasāra Mahāthera của Mahābodhi Society ở Ấn Độ với sự hỗ trợ của các tăng ni thuộc phái Chogyo Hàn Quốc.  Một số lễ thọ giới Tỳ kheo ni được thực hiện với sự hỗ trợ của các ni sư thuộc truyền thống Đông Á;  [ cần trích dẫn đầy đủ] những người khác được thực hiện bởi một mình Tăng đoàn Nguyên thủy. [ cần dẫn nguồn đầy đủ ] Kể từ năm 2005, nhiều lễ xuất gia dành cho phụ nữ đã được tổ chức bởi người đứng đầu chương Dambulla của kinh Siyam Nikaya ở Sri Lanka.